# Mesagne
Mesagne – miejscowość i gmina we Włoszech, w regionie Apulia, w prowincji Brindisi.
Według danych na rok 2004 gminę zamieszkiwało 27 718 osób, 227,2 os./km².
W mieście jest stacja kolejowa Mesagne.